# Симигинович-Штауфе Людовик Адольф
Симигинович-Штауфе (Simiginowicz-Staufe), Людовик Адольф (1832—1897) — письменник і етнограф на Буковині з українсько-німецької родини, учитель гімназії у Чернівцях; популяризатор українського фолкльору.
Поезії, оповідання, етнографічні нариси про Буковину («Die Huzulen», 1883, «Die Völkergruppen der Bukowina…», 1884), переклади українського фольклору з Буковини («Ruthenische Sagen und Märchen aus der Bukowina», 1880, «Kleinrussische Volkslieder», 1884, 1888), оп. українською мовою у журналі «Родимый Листокъ».